# 南川东路街道
南川东路街道，是中华人民共和国青海省西宁市城中区下辖的一个乡镇级行政单位。

## 行政区划
南川东路街道下辖以下地区：
龙泰社区、二机社区、兴旺社区、瑞驰社区、水磨村、红光村、南酉山村和南园村。